# Integrated Cargo Carrier

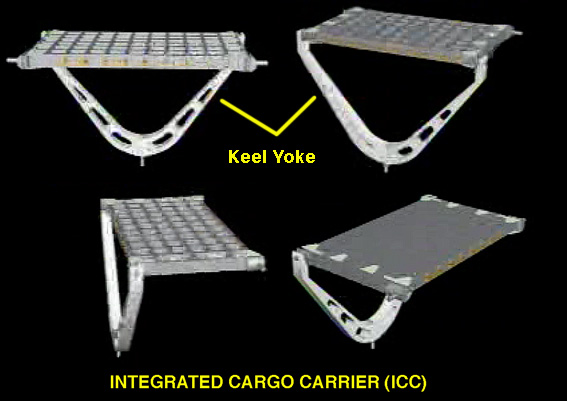
ICC-G

Der Integrated Cargo Carrier (ICC) ist eine Tragestruktur, die zur Befestigung von bis zu 3.175 kg nicht unter Druck stehenden Außenlasten in der Ladebucht des Space Shuttle diente. Er kam bei 12 Flügen zwischen 1999 und 2010 zum Einsatz und beförderte insgesamt über 17.000 kg zur Raumstation sowie 6.500 kg zurück auf die Erde.

## Geschichte
Um bei Flügen des Space Shuttle mit dem Spacehab die restliche Ladekapazität optimal ausnutzen zu können, wurde im Jahr 1997 mit der Entwicklung eines Palettensystems für Nutzlasten begonnen. Astrium konnte die Nutzungsrechte des gesamten Systems vom US-amerikanischen Unternehmen SPACEHAB erwerben. Die Paletten sind noch immer Eigentum von Astrium, zwei davon wurden der NASA gegen eine einmalige Leihgebühr für die dauerhafte Nutzung zur Lagerung von Ersatzteilen an der ISS überlassen.

## Aufbau und Funktion
Die gitterförmige Tragestruktur UCP (Unpressurized Cargo Pallet) wurde von RKK Energija gefertigt. Durch die Konstruktion waren an der Struktur angebrachte Nutzlasten für Astronauten einfach zugänglich.
Durch Verwendung einer U-förmigen Strebe KYA (Keel Yoke) war es möglich, quer zur Nutzlastbucht oberhalb des Tunnels zum Spacehab Nutzlasten anzubringen. Diese von ALJO Aluminiumbau in Berne gefertigten Träger wurden von Astrium bereitgestellt. Das System ICC setzt sich aus diesen beiden Komponenten zusammen.
Bei den deployable Versionen kann die gesamte UCP aus der Nutzlastbucht entfernt und zum Beispiel an der ISS angebracht werden.
Durch Verwenden von Standardanschlüssen konnte die Strom- und Datenversorgung ohne weiteres vom Shuttle, dem Spacehab oder der ISS erfolgen.

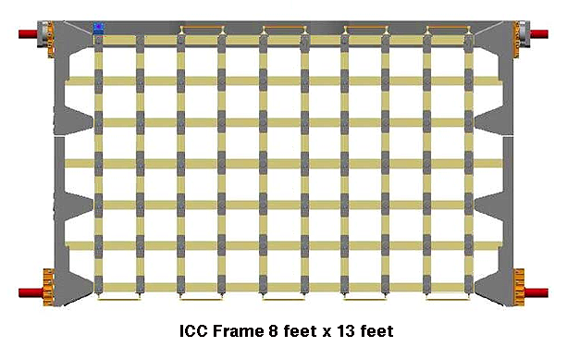
UCP Gitterstruktur
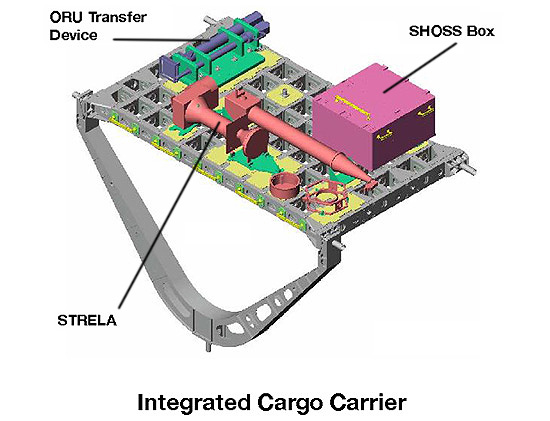
ICC-G (STS-96)
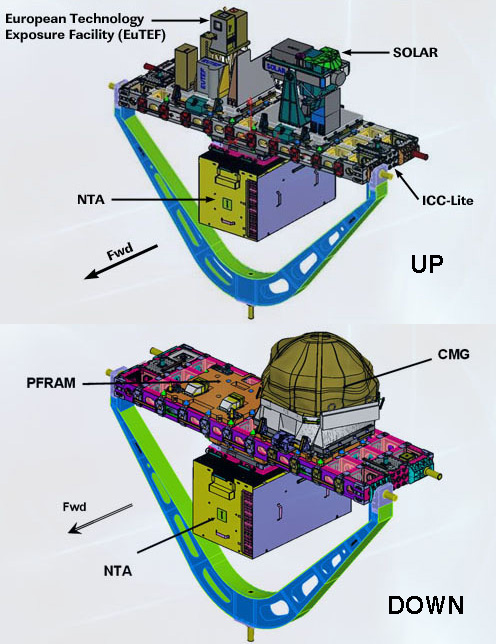
ICC-L (STS-122)
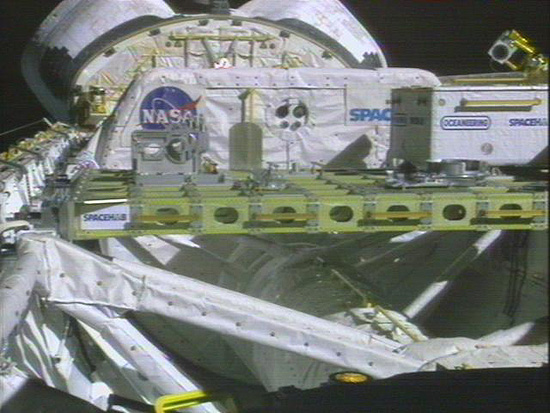
ICC-G in der Nutzlastbucht
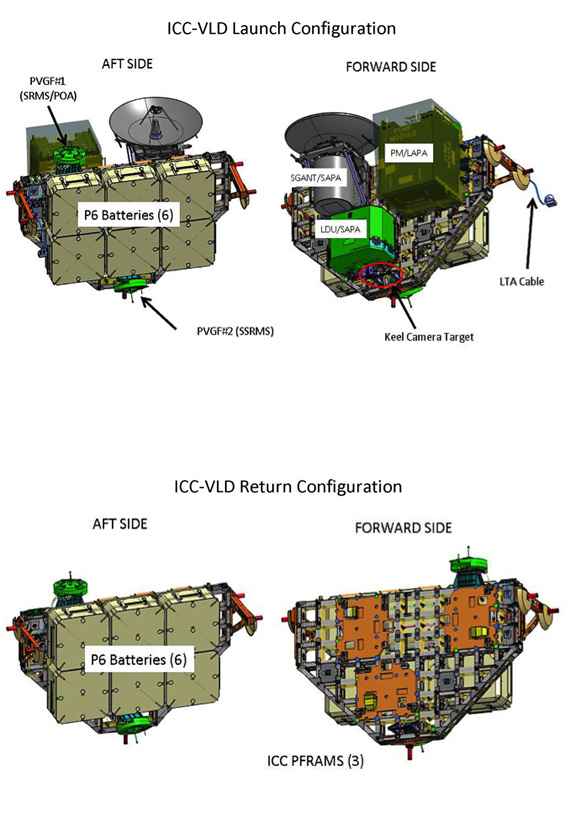
ICC-VLD (STS-127)

## Versionen
| Bezeichnung                         | Masse   | Maße (Länge × Breite)         | Nutzlastkapazität | Einsätze |
| ----------------------------------- | ------- | ----------------------------- | ----------------- | -------- |
| ICC-G (Generic)                     | 839 kg  | 2,40 m × 4,26 m               | 2722 kg           | 7        |
| ICC-GD (Generic Deployable)         | 875 kg  | 2,40 m × 4,26 m               | 2722 kg           | 2        |
| ICC-V (Vertical)                    | 1113 kg | 4,26 m × 4,26 m (Oktagon)     | 3175 kg           | 0        |
| ICC-VD (Vertical Deployable)        |         | 4,2 6m × 4,26 m (Oktagon)     | 3175 kg           | 0        |
| ICC-VL (Vertical Lite)              | 826 kg  | 2,77 m × 4,2 6m (Teiloktagon) | 3175 kg           | 0        |
| ICC-VLD (Vertical Light Deployable) |         | 2,77 m × 4,26 m               | 3175 kg           | 2        |
| ICC-L (Light)                       | 546 kg  | 1,26 m × 4,26 m               | 1814 kg           | 1        |
| ICC-LD (Light Deployable)           |         | 1,26 m × 4,26 m               | 1814 kg           | 0        |

## Missionen
| Mission          | Datum            | ICC-Version |
| ---------------- | ---------------- | ----------- |
| STS-96 (2A.1)    | Mai/Juni 1999    | ICC-G       |
| STS-101 (2A.2a)  | Mai 2000         | ICC-G       |
| STS-106 (2A.2b)  | September 2000   | ICC-G       |
| STS-102 (5A.1)   | März 2001        | ICC-G       |
| STS-105 (7A.1)   | August 2001      | ICC-G       |
| STS-114 (LF1)    | Juli/August 2005 | ICC-GD      |
| STS-121 (ULF1.1) | Juli 2006        | ICC-G       |
| STS-116 (12A.1)  | Dezember 2006    | ICC-G       |
| STS-118 (13A.1)  | August 2007      | ICC-GD      |
| STS-122 (1E)     | Februar 2008     | ICC-L       |
| STS-127 (2JA)    | Juli 2009        | ICC-VLD     |
| STS-132 (ULF-4)  | Mai 2010         | ICC-VLD     |